# Valor del corazón
Valor del corazón è un album solista del musicista Ginger, uscito nel 2005. Inizialmente poteva essere ordinato via mail, dal 19 dicembre 2005, finché non uscì la versione ufficiale nei negozi di dischi, il 9 gennaio 2006. L'album fu prodotto da Ralph Jezzard, produttore che aveva già contribuito alla creazione di Endless, Nameless, album dei The Wildhearts.

## Tracce

### Disco 1
1. Ugly (2:37)
2. Mother City (3:37)
3. G.T.T. (4:08)
4. Yeah, Yeah, Yeah (4:21)
5. This Is Only A Problem (3:52)
6. Ten Flaws Down (7:10)
7. Paramour (2:26)
8. The Man Who Cheated Death (4:29)

### Disco 2
1. The Drunken Lord Of Everything (2:50)
2. L.O.V.E. (5:36)
3. The Way (3:58)
4. Drinking In The Daytime (6:28)
5. Keep It Cool (6:02)
6. Only Lonely (4:35)
7. Your Mouth (2:22)
8. Change (2:41)
9. My Friend The Enemy (5:28)
10. Bulb (3:52)
11. Something To Believe In (2:59)